# تجربه ۲۰/۲۰
تجربه ۲۰/۲۰ (به انگلیسی: The 20/20 Experience) یک آلبوم از هنرمند اهل ایالات متحده آمریکا جاستین تیمبرلیک است که در ۱۵ مارس ۲۰۱۳ منتشر شد.